# Beechcraft Premier I
Beechcraft Premier I — американський легкий реактивний адміністративний літак виробництва Hawker Beechcraft.

## Історія
Перший політ був здійснений 22 грудня 1998.
23 березня 2001 був отриманий сертифікат типу Beechcraft Premier I.
22 вересня 2005 був сертифікований Premier IA.

## Конструкція
Фюзеляж Premier IA зроблений з високоміцного композитного матеріалу. Літак сертифікований для управління одним пілотом. Два двигуна Williams International FJ44-2A відрізняються низькою витратою палива і високими експлуатаційними характеристиками. Встановлена авіоніка Collins Pro Line 21.

## Втрати літаків
На 18 березня 2014 року було втрачено 6 літаків.
| Дата       | Бортовий номер | Місце катастрофи           | Жертви | Короткий опис                                                                            |
| ---------- | -------------- | -------------------------- | ------ | ---------------------------------------------------------------------------------------- |
| 07.01.2003 | N390RB         | Сан-Домінго                | 0/4    | При посадці викотився за межі ЗПС.                                                       |
| 07.04.2004 | N200PR         | Yateley                    | 0/1    |                                                                                          |
| 12.02.2008 | N16DK          | Leesburg Executive Airport | 0/2    |                                                                                          |
| 27.07.2010 | N6JR           | Wittman Regional Airport   | 0/2    | При заході на посадку пілот втратив контроль над літаком.                                |
| 19.12.2010 | D-IAYL         | Бевер                      | 2/2    | При заході на посадку при виконанні правого розвороту втратив висоту і врізався в землю. |
| 18.03.2013 | N26DK          | South Bend                 | 2/4    | При заході на посадку через механічні несправності.                                      |

## Льотно-технічні характеристики (Premier IA)

### Технічні характеристики
- Екіпаж: 1-2 людини
- Пасажиромісткість: 6-7 (в залежності від кількості членів екіпажу)
- Довжина: 14,02 м
- Розмах крила:13,56 м
- Висота: 4,67 м
- Площа крила: 22,26 м²
- Коефіцієнт подовження крила: 8,604
- Кут стріловидності по передній кромці: 22,82°
- Кут стріловидності по задній кромці: 10,97°
- Поперечне V крила: + 2,5°
- Середня аеродинамічна хорда: 1,68 м
- База шасі: 5,31 м
- Колія шасі: 2,82 м
- Маса порожнього: 3 824 кг
- Максимальна злітна маса: 5 670 кг
- Маса корисного навантаження: 1 887 кг
- Маса палива: 1 665 кг
- Обсяг паливних баків: 2 092,6 л
- Двигуни: 2× ТРДД Williams FJ44-2A
- Тяга: 10,23 кН (1043 кгс)

### Льотні характеристики
- Максимальна швидкість: 835 км/год (0,8 М)
- Крейсерська швидкість: 683 км/год
- Практична дальність: 2 519 км
- Перегоночна дальність: 2 548 км
- Практична стеля: 12 497 м
- Швидкопідйомність: 2,98 м/с
- Довжина розбігу: 1 156 м
- Довжина пробігу: 966 м
- Навантаження на крило: 247 кг/м²
- Тягооснащеність: 0,37

### Схожі літаки
- Cessna CJ1
- Raytheon Hawker 400XP

## Зовнішні посилання
- Beechcraft Premier IA на сайті виробника